# Bruno Zschokke

Bruno Zschokke (ca. 1915)

Bruno Zschokke (* 23. Oktober 1860 in Solothurn; † 12. Februar 1926 in Zürich) war ein Schweizer Chemiker und Metallurg.
Bruno Zschokke war Sohn des Architekten Alfred Zschokke und Enkel des Schriftstellers Heinrich Zschokke.
Zschokke studierte Chemie an der ETH Zürich. Nach beruflicher Tätigkeit in Basel und einer Fachausbildung an der École de Chimie in Genf arbeitete er in leitenden Funktionen in Stahlwerken in Witkowitz (Mähren), im von Moos’schen Eisenwerk in Emmenweid bei Luzern und in der Filiale der Poldi Hütte in Zürich.
Nachdem er 1896 zum Adjunkten an der Eidgenössischen Materialprüfungsanstalt ernannt worden war, habilitierte er sich 1902 an der ETH Zürich als Privatdozent für Materialprüfungswesen. Der Bundesrat verlieh ihm am 20. Februar 1918 in Anerkennung seiner geleisteten Dienste den Titel eines Professors.
Zschokke verfasste rund 45 wissenschaftliche Arbeiten aus den Gebieten der Metallurgie und Metallographie, der Keramik, der Papierprüfung und der Explosivstoffe und Sprengtechnik.